# Kasteel Surcasti
Kasteel Surcasti was een kasteel tussen de riviertjes Valser Rhein en Glenner ten noordoosten van het dorp Surcasti (gemeente Lumnezia) in het Zwitserse kanton Graubünden. De toren is nog overgebleven en doet sinds 1520 dienst als klokkentoren van de aangebouwde kerk.